# Marcelino Pascua Martínez
Marcelino Pascua Martínez (Valladolid, Espanya, 14 de juny del 1897 - Ginebra (Suïssa), 14 de juny del 1977) va ser un metge i diplomàtic espanyol, membre del PSOE, que va exercir com a ambaixador de la Segona República davant l'URSS i França durant la Guerra Civil espanyola.

## Biografia
Va néixer a la ciutat de Valladolid, on va fer els seus primers estudis, i marxà després a Madrid a seguir la carrera de Medicina gràcies a una beca de la Institución Libre de Enseñanza; es va doctorar el 1925. S'havia afiliat al moviment socialista des de 1919, però va renunciar després que es postulés l'ingrés del PSOE a la Internacional Comunista el 1921.
Va ampliar estudis de medicina als Estats Units i a Gran Bretanya amb beques de la Fundació Rockefeller, i el 1927 va començar a treballar a l'"Institut Antipalúdic" de Navalmoral de la Mata (Càceres); posteriorment va ser nomenat professor d'Higiene a la facultat de medicina de la Universitat Complutense de Madrid. Després de la caiguda de la dictadura de Primo de Rivera, Pasqua reingressà al PSOE i a les eleccions generals espanyoles de 1931 va ser elegit diputat per aquest partit en representació de Las Palmas. El 16 d'abril de 1931, l'endemà passat de proclamada la Segona República, va ser nomenat director general de Sanitat, càrrec que va mantenir fins a 1933.
Després d'esclatar la Guerra Civil espanyola, Pascua va ser designat el 21 de setembre de 1936 ambaixador espanyol a la Unió Soviètica. A Moscou va signar amb les autoritats soviètiques l'acta de recepció i dipòsit de l'or del Banc d'Espanya que fou lliurat pel govern de la II República a l'URSS (més conegut com l'"Or de Moscou"), per instruccions del govern de Francisco Largo Caballero. Posteriorment va ser encarregat pels successius governs republicans de gestionar enviaments d'armament soviètic a la República, atès que tenia un accés relativament fàcil a les màximes autoritats de l'URSS.
Després de la sortida d'Indalecio Prieto del Ministeri de Defensa el 5 d'abril de 1938, i l'augment de la influència del PCE al govern republicà de Juan Negrín, Pascua és designat ambaixador de la República Espanyola a París l'11 d'abril d'aquest mateix any, sent també nomenat President de la "Comissió Especial d'Hisenda" responsable de la custòdia o venda dels béns en possessió de la República que fossin convertibles en divises. Conforme s'apropava la fi de la guerra, es va encarregar de gestionar la recepció de les principals autoritats republicanes que fugien a França davant el triomf del bàndol nacional, i abandonà el càrrec d'ambaixador quan el govern francès va reconèixer el règim franquista.
Després de la guerra, Pascua es va exiliar a Puerto Rico i després als Estats Units, on va impartir classes a la Universitat Johns Hopkins de Baltimore. Si bé va continuar integrat al PSOE, Pasqua no va participar activament en la vida política de la República en l'exili, sinó que es consagrà a les seves activitats professionals. Treballà com a funcionari de l'Organització Mundial de la Salut (OMS) a Ginebra]fins a jubilar-s'hi el 1957. Després d'una breu estada a Xile el 1958, tornà a Suïssa i s'hi establí definitivament. Pasqua va ser autor d'un manual de metodologia bioestadística publicat el 1965 i va aconseguir visitar Espanya el 1975, passant per Valladolid, Madrid, Alacant i Barcelona. Va morir en Ginebra el 1977.